# Amityville Horror (film 1979)
 Amityville Horror è un film del 1979 diretto da Stuart Rosenberg.
Il soggetto è tratto dal libro Orrore ad Amityville di Jay Anson del 1977, a sua volta ispirato da presunti eventi accaduti presso la casa di 112 Ocean Avenue  nel 1974, a Long Island, Stati Uniti.
È il primo film della serie cinematografica di Amityville.

## Trama
Long Island, 1974. La 112 Ocean Avenue è luogo di una strage: Ronald DeFeo Jr. uccide l'intera famiglia nel cuore della notte. Un anno dopo la famiglia Lutz si trasferisce nella stessa casa essendo comunque consapevoli dei tragici eventi avvenuti in quel luogo. Alcuni giorni dopo Padre Delaney, sacerdote amico di Kathy, la moglie di George, avverte una presenza maligna nella casa e a nulla varranno i suoi avvertimenti poiché viene contrastato continuamente da alcuni strani sintomi simili all'influenza e da uno strano incidente in macchina dovuto al blocco del volante. Nel frattempo Amy, la figlia, inizia ad avere un contatto con un'amica immaginaria che provocherá un incidente alla babysitter. Intanto George sembra essere lentamente divorato dalla paranoia. Le sue condizioni peggiorano giorno dopo giorno arrivando persino a trascurare se stesso mentre viene continuamente paragonato dai cittadini all'omicida che sterminò l'intera famiglia un anno prima.
Passano i giorni e gli strani fenomeni continuano: porte che si aprono, strani rumori, i loro soldi per il rinfresco del matrimonio del fratello che spariscono nel nulla, e tubature guastate da un insolito liquido nero. Una notte Kathy scopre che la figlia continua a parlare con la sua amica immaginaria. Tuttavia, riesce ad intravedere due occhi rossi di fuoco osservarli fuori dalla finestra. Ogni suo tentativo di chiedere aiuto a Padre Delaney risulta vano così come le investigazioni del sergente Gionfriddo.
Ogni persona, religiosa o sensitiva, non osa avvicinarsi alla casa. Una di queste è Caroline, la moglie di Jeff, grande amico di George che scopre, nella loro cantina, una stanza rossa murata dove anni prima, ai tempi delle colonie, vi venivano rinchiusi i pazzi. Caroline intuisce che si possa trattare del passaggio verso l'inferno, dove gli spiriti sono riusciti a passare per infestare la casa. Anche Padre Delaney avverte questo pericolo e inizia a pregare perché la famiglia venga protetta da questa forza maligna ma viene colpito dalla cecità. Arriva l'ultima notte: George in preda alla follia cerca di fare a pezzi i figli ma viene fermato in tempo da Kathy, che era accorsa dopo aver visto la faccia del marito sul giornale. L'intera famiglia lascia spaventata la casa che nel frattempo si era animata sotto i loro occhi. Tuttavia George è costretto a rientrare per recuperare il cane che lo salva dopo che il padrone è rimasto quasi ucciso nella stanza rossa, rischiando di annegare nella stessa melma che aveva guastato le tubature. Dopo una disperata fuga, la famiglia si trasferisce in un altro stato, senza mai reclamare i loro oggetti personali.

## Produzione
Le riprese del film durarono sette settimane.
Il finale fu considerato esagerato, con tanto di pareti grondanti di sangue e liquidi melmosi, per rendere la pellicola più commerciale. Le differenze tra il film e i fatti di 112 Ocean Avenue sono molti: i nomi dei figli dei Lutz vennero cambiati, poiché all'epoca i veri bambini erano minorenni. I nomi delle persone uccise e dell'assassino non vengono mai nominati, e neppure la dinamica degli omicidi viene mai spiegata con chiarezza. Tuttavia, il film risulta interessante in merito ad alcuni riferimenti di carattere demoniaco o di possessione diabolica, come, ad esempio, quando George vede un quadro in biblioteca, con una mosca raffigurata sopra, chiaro simbolo di Beelzebù.
Il vero George Lutz ha sempre negato di essere stato violento nei confronti di moglie e figli. Nel film la bambina fantasma è rappresentata come un maiale dall'aspetto mostruoso. Nel film la stanza rossa in cantina è rappresentata come la fonte del male che risiede nella casa e anche come un portale sugli inferi, mentre nella realtà era una normale stanza dei giochi colorata di rosso.

## Distribuzione
Il film è stato proiettato in anteprima il 24 luglio 1979 al Museum of Modern Art di New York, ed il 27 luglio successivo è stato distribuito nei normali circuiti cinematografici dall'AIP. In Italia è stato distribuito il 25 gennaio 1980 dalla Movie Distribution Service.

## Accoglienza
Amityville Horror fu un successo commerciale, ma venne inizialmente bocciato dalla critica, valutato da Roger Ebert 1,4 stelline su 4.

Col tempo, il film fu rivalutato, ma permangono recensioni contrastanti, con l'82% di commenti positivi su Cinematographe e altrettanti al 34% su Rotten Tomatoes. Pur nei suoi limiti, dovuti in gran parte ad una sceneggiatura carente e a difetti nella trama, fu riconosciuta l'importanza del film nel suo genere tanto da esserne considerato un classico: in particolar è considerato il film che ha aperto la strada al sottogenere della "casa infestata". Molti critici ritennero che le scene di George, minaccioso e con l'ascia in mano, ispirarono Kubrick nel film Shining del 1980, pellicola arricchita di molte più scene horror rispetto al romanzo originale di King.
Complessivamente ha incassato 86,4 milioni di dollari, a fronte di 4,7 milioni spesi per realizzarlo.

## Riconoscimenti
1980 – Premio Oscar
- Nomination Miglior colonna sonora a Lalo Schifrin[8]

1980 – Golden Globe
- Nomination Miglior colonna sonora a Lalo Schifrin[9]

1980 – Saturn Award
- Nomination Miglior film horror[10]
- Nomination Miglior attrice a Margot Kidder[10]

## Sequel
Il film ha avuto due sequel ufficiali:
- Amityville Possession (Amityville II: The Possession, 1982)
- Amityville 3D (Amityville 3-D, 1983)

In seguito numerosi film hanno preso, più o meno liberamente, ispirazione dalle stesse vicende della saga:
- Amityville Horror - La fuga del diavolo (Amityville: The Evil Escapes, 1989)
- Amityville - Il ritorno (The Amityville Curse, 1990)
- Amityville 1992: It's About Time (1992) inedito in Italia
- Amityville: A New Generation (1993) inedito in Italia
- Amityville Dollhouse (Amityville: Dollhouse, 1996)
- Amityville Horror (The Amityville Horror, 2005)
- The Amityville Haunting (The Amityville Haunting, 2011) inedito in Italia
- The Amityville Asylum (The Amityville Asylum, 2013) inedito in italia
- Amityville - Il risveglio (Amityville: The Awakening, 2017)
- Il massacro di Amityville[11] (The Amityville Murders, 2018)

Del film fu fatta una parodia in Bloodbath at the House of Death (1984), film diretto da Ray Cameron ed interpretato da Kenny Everett e Vincent Price.